# Aromantai (Jarai)
Aromantai is een bestuurslaag in het regentschap Lahat van de provincie Zuid-Sumatra, Indonesië. Aromantai telt 995 inwoners (volkstelling 2010).